# Armando Cooper
Armando Enrique Cooper Whitaker (* 26. November 1987 in Colón) ist ein panamaischer Fußballspieler. Der Mittelfeldspieler und panamaische Nationalspieler steht bei CD Árabe Unido unter Vertrag.

## Karriere

### Vereine
Cooper spielte in der Jugend für den CD Árabe Unido und kam 2006 in den Profikader. In der Saison 2009/10 gewann er mit dem Verein die Meisterschaft. 2011 wechselte Cooper zu CD Godoy Cruz in die argentinische Primera División. Am 18. August 2011 debütierte er bei der 0:3-Niederlage gegen den Racing Club de Avellaneda. Sein erstes Tor erzielte er bei seinem zweiten Einsatz am 22. September 2011 zum 1:1-Endstand in der 84. Minute im Heimspiel gegen Unión de Santa Fe. In der Saison 2013/14 spielte er auf Leihbasis bei Oțelul Galați in der rumänischen Liga 1.
Zur Rückrunde der Saison 2014/15 wechselte Cooper zum deutschen Zweitligisten FC St. Pauli und unterschrieb einen Vertrag mit einer Laufzeit bis zum 30. Juni 2016. Sein Debüt in der 2. Bundesliga gab er am 21. Februar 2015 bei der 1:2-Niederlage gegen den TSV 1860 München und wurde damit zum ersten panamaischen Spieler im deutschen Profifußball. Nachdem Cooper nach dem Gold Cup mit seiner Nationalmannschaft mit mehreren Tagen Verspätung nach Hamburg zurückgekehrt war und während seiner Abwesenheit nicht auf Nachrichten des Vereins reagiert hatte, wurde er Anfang August 2015 vom Trainingsbetrieb freigestellt.
Im September 2015 schloss sich Cooper wieder seinem ehemaligen Verein CD Árabe Unido an. Mitte August 2016 wurde er bis zum Jahresende an den Toronto FC verliehen und anschließend fest verpflichtet. Im Januar 2018 wechselte Cooper zum CF Universidad de Chile. Ab Ende August 2018 war er ein halbes Jahr bei Dinamo Bukarest unter Vertrag. Von Januar bis August 2019 spielte er für Maccabi Petach Tikwa. Anschließend kehrte er erneut zum CD Árabe Unido zurück. Ab August 2020 spielte Cooper einige Monate bei Hapoel Tel Aviv, ehe er über Maccabi Petach Tikwa im Juli 2021 abermals zu CD Árabe Unido zurückkehrte.

### Nationalmannschaft
Im Sommer 2007 nahm Cooper mit der panamaischen U20-Nationalmannschaft an der U20-Weltmeisterschaft in Kanada teil und schied mit ihr in der Vorrunde aus.
Am 20. Januar 2010 gab Cooper bei der 1:2-Niederlage im Freundschaftsspiel gegen Chile sein Debüt in der A-Nationalmannschaft. Sein erstes Tor erzielte er am 16. Januar 2011 beim 2:0-Sieg gegen Nicaragua mit dem Treffer zum 1:0. Im Juli 2015 spielte Cooper mit der Nationalmannschaft beim Gold Cup in den Vereinigten Staaten und Kanada. Auch für die Copa América Centenario 2016 in den Vereinigten Staaten wurde er in den Kader seines Heimatlandes berufen. Dort kam er in zwei Gruppenspielen zum Einsatz, konnte das Ausscheiden seiner Mannschaft als Gruppendritter jedoch nicht verhindern.
Im Oktober 2017 qualifizierte sich Cooper mit Panama erstmals für die Weltmeisterschaft 2018 in Russland, für die er Anfang Juni 2018 in den panamaischen Kader berufen wurde. Am 9. Juni 2018 absolvierte Cooper bei der 0:1-Niederlage im Freundschaftsspiel gegen Norwegen sein 100. Länderspiel. Bei der WM 2018 stand er bei den ersten beiden Gruppenspielen gegen Belgien (0:3) und England (1:6) jeweils die volle Spielzeit auf dem Feld und verpasste das dritte Spiel gegen Tunesien (1:2) aufgrund einer Gelbsperre. Seine Mannschaft belegte den letzten Tabellenplatz und schied somit nach der Gruppenphase aus.

## Erfolge
CD Árabe Unido
- Panamaischer Meister: 2010

Toronto FC
- MLS-Meister: 2017